# Louis Watelin
Louis Watelin, dit Louis Pariès-Watelin, né Louis François Victor Pariès à Paris le 25 octobre 1838 et mort à Paris (17e arrondissement) le 17 septembre 1907, est un peintre français.

## L'œuvre

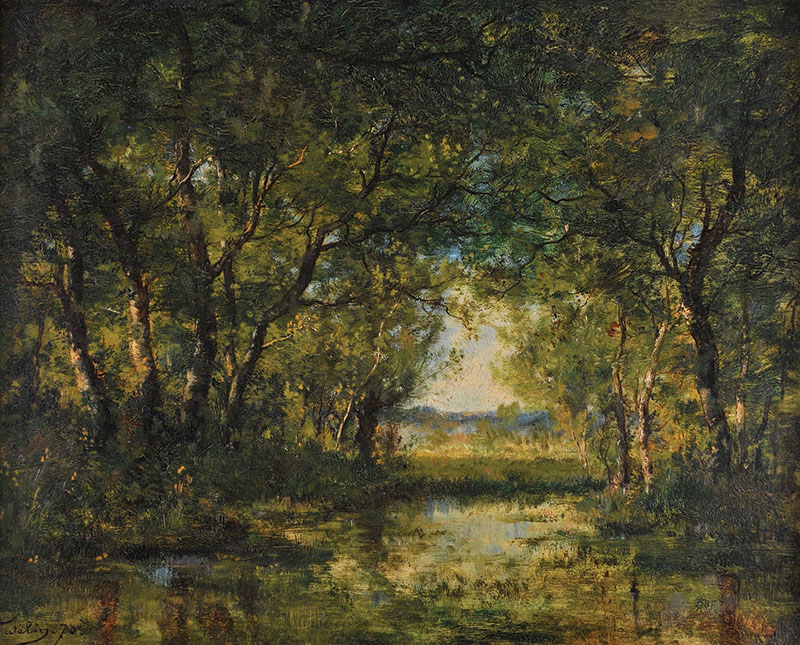
Paysage

Peintre paysagiste et animalier français du XIXe siècle, sa notoriété s'est construite autour de son œuvre figurative. Il représenta de nombreux paysages mais peignit également fréquemment des vaches et, à de plus rares occasions, des paysages maritimes. Il fut fortement influencé par l’école de Barbizon et par ses maîtres Narcisse Díaz de la Peña (1807-1876), Théodore Rousseau (1812-1867) et Emile van Marcke de Lummen (1827-1890), son beau-père. Il acquit de ce dernier une réelle aptitude à représenter les bovidés. Peintre sur le motif, ses toiles représentent des paysages ruraux ou sauvages. Il peignit notamment dans les régions françaises suivantes:
- Normandie : Ponts, forêt d'Eu, Tréport, Incheville, Vieux-Rouen-sur-Bresle, Campigny
- Seine et Marne : forêt de Fontainebleau, Barbizon, Marlotte, Gretz, Moret
- Hauts-de-France : Montières, Monchaux, Nesles
- Somme : Gamaches, Rambures, Sery
- Dordogne : Château de Montfort, Campagnac, Le Buisson, Ferme de la Queyzie, Siorac, Gros-Lejac, Rochers de Vitrac
- Pyrénées : Luchon
- Autres : L'Isle-Adam, Compertrix

Il représenta ainsi des prairies à Campigny, à Aumale, de Montières, de Gamaches ou des cours d’eau comme le Loing, la Bresle, la Meuse, la Marne à Châlons, la Dordogne et des plans d'eau comme l'étang de Longpré, de Sacy-le-Grand, la mare de l'Aigrette près de Marlotte, un étang près d'Incheville (vallée de la Bresle), des marais à Boves, le marais de Bourbèles. Certaines de ses toiles prennent comme sujet des éléments architecturaux (église de Recloses, église Saint-Étienne de Bouttencourt, moulins des Chappelottes, à Gamaches, de Neslette) ou le pont de Blangy, une passerelle à Senarpont. Certains bourgs ont également été peints comme le village de Bouttencourt, hameau à Watteblery, le village d'Ansenne, le village de Bourron, le village d'Oô aux environs de Luchon.
Et à l'étranger:
- Hollande : Haarlem, Dordrecht

## Courant artistique
La peinture des fondateurs de l’École de Barbizon a été l'une des sources d'inspiration de nombreux peintres, parmi lesquels Louis Watelin. Si Louis Watelin n’est pas un membre du groupe de peintres fondateurs qui se réunirent à Barbizon, il fit partie de la colonie de peintres désirant travailler « d’après nature » qui affluèrent pendant près de cinquante ans autour du village de Barbizon dans le sillage de ses fondateurs. C’est en effet un artiste très proche de cette école à plusieurs égards. En premier lieu, parce qu’il peignit beaucoup en Seine-et-Marne dans les alentours de Barbizon comme en forêt de Fontainebleau mais également à Barbizon même. En second lieu parce que son travail artistique « d’après nature » et sa peinture paysagiste sur le motif sont caractéristiques de l'École de Barbizon. En troisième lieu parce que ses maîtres Narcisse Díaz de la Peña et surtout Théodore Rousseau sont eux-mêmes des peintres de l'École de Barbizon, le premier nommé ayant rejoint à partir de 1837 le groupe de l’École, le second étant l’un des fondateurs de l'École de Barbizon. Louis Watelin fut ainsi bercé dans ce courant artistique et cette esthétique paysagiste qui se renforça au gré des contacts avec d’autres artistes. Les salons artistiques parisiens annuels furent le lieu d’échanges esthétiques entre artistes peintres lors desquels Louis Watelin se noua d’amitié avec certains d’entre eux, étant tantôt influencé par le travail des uns, influençant tantôt celui des autres. Naturellement le synchronisme de l’âge adulte de Louis Watelin avec l’ère d’influence couramment admise (1825-1875) de l'École de Barbizon corrobore son appartenance artistique à cette école. Le musée de l’Auberge Ganne, lieu de séjour de la plupart des peintres passés à Barbizon entre 1830 et 1870, renferme également des toiles de Louis Watelin au milieu de celles d’autres artistes célèbres de l'École de Barbizon. Les maisons de vente aux enchères rattachent également les œuvres de Louis  Watelin à l’École de Barbizon dans leurs catalogues de ventes,,.

## Distinctions
Sociétaire des Artistes Français, il expose au salon au Palais des Champs-Élysées à Paris dès 1870, glanant une médaille de 3e classe en 1876 avec sa toile "Le chemin de Neslette (Seine-Inférieure)" et une médaille de 2e classe en 1888 avec "Le long rocher ; forêt de Fontainebleau". Il participe hors concours de 1889 à 1904. Il expose aussi lors de la 5e édition de l'exposition de l’Union Artistique de Toulouse en 1889 au Capitole le tableau "Paysage" et à l'Exposition Universelle en 1889.

## Famille
Fils d’Adélaïde Honorine Pariès (1816-1847) et adopté par Louis François Joseph Watelin (1796-1884), il épouse en 1873 Gabrielle Victoire van Marcke de Lummen (1853-1918) avec qui il aura deux fils Louis Charles Emile Pariès-Watelin (1874-1934), archéologue de renom, et Jacques Rémi Pariès-Watelin (1879-1964). Ce dernier a publié en 1962 un ouvrage de référence sur son ancêtre le peintre Jean-Louis de Marne Le peintre J.-L. de Marne : 1752-1829. Louis Watelin a une sœur Louise (1840-1901).

## Lieux de résidence
Watelin vécut à Bouttencourt (dans le château acheté par son beau-père en 1874, devenu depuis la mairie de Bouttencourt), au château de Campagnac près de Sarlat, à Paris au 59 boulevard Pereire à la fin du XIXe siècle, puis au no 36 jusqu'à son décès, voyagea en Hollande, en Perse. Il est enterré au cimetière des Batignolles à Paris.

## Collections publiques
- Bordeaux, Musée des beaux-arts de Bordeaux, Rosée de septembre[17]
- Cahors, Musée de Cahors Henri-Martin, Vache dans un pré[17]
- Gray, Musée Baron-Martin, Vaches au pâturage[17]
- Reims, Musée des beaux-arts de Reims, Paysage avec des moutons[17] et Une ferme en Normandie[18]
- La Roche-sur-Yon, Musée municipal de La Roche-sur-Yon, Le chemin de Neslette[17],[19]
- Barbizon, salle 3 du Musée départemental de l'École de Barbizon en Seine-et-Marne[5]
- Paris, Musée Rodin, catalogue de 90 tableaux par Louis François Victor Watelin 1838-1907, publié en 1984[20]
- Bakou, Musée national d'art d'Azerbaïdjan
- Istanbul, Musée des collections nationales du Palais de Dolmabahçe